# Thalaina macfarlandi
Thalaina macfarlandi es una especie de polillas perteneciente a la familia Geometridae, descrita en 1972. Se encuentra distribuido con endemismo en Australia.

## Descripción
Es una polilla mediana con una envergadura de unos 40 milímetros (1,6 plg). Las polillas adultas tienen alas blancas. Las alas delanteras cuentan con líneas marrones alrededor de los bordes, y estas líneas marrones forman una «W» mayúscula. Las alas traseras presentan dos manchas negras irregulares y submarginales.